# Султанський Ісаак Мордехайович
Ісаак Мордехайович Султанський (1824, Луцьк — 1899, Бахчисарай) — старший газзан і вчитель-меламед на Півдні Російської імперії. Видатний караїмський проповідник, співець-мітпаллель, вчений і педагог.

## Біографія
Ісаак Султанський народився в караїмській сім'ї луцького гахама Мордехая Султанського, відомого проповідника і вчителя-наставника. Невдовзі вся родина перебралася до Криму, в головне місто караїмів Чуфут-Кале. Там Ісаак навчався в початковій школі, але більшість знань він почерпнув у батька та батькових друзів на приватній основі (багатий і впливовий батько-проповідник міг це собі дозволити). Набувши достатніх знань він уже міг сам викладати, тож став меламедом в початковій школі Одеси, а потім і газзаном в місцевій караїмській громаді.
Загалом Ісаак Султанський впродовж 60 років віддавав себе служінню караїмській громаді: як учитель-меламед навчав дітей та юнаків; як відомий проповідник і старший газзан в Одесі, Євпаторії, Севастополі, Сімферополі та Бахчисараї. У його мідрашах навчалилися: Сінані Ісаак Йосипович, (автор «Історії виникнення і розвитку караїзму» в 2-х частинах), Леві-Бабович Товія Симович (письменник і Каїрський гахам), Султанський Йосип Ісаакович (відомий київський газзан та меламед).
Сучасники газзана Ісаака Султанського підмічали його ґрунтовні знання з літератури та караїмської мови, а також прихильність до вивчення караїмами російської мови, що йшло врозріз із консервативним середовищем караїмської духовної верхівки. Крім того, він досконало володів голосом (тенор) і був знаним мітпаллелем (співцем), що виконував релігійні та світські піснеспіви караїмів. Мистецьки володіючи словом, Ісаак Мордехайович склав чимало проповідей та настанов караїмською мовою та, з плином часу, вони не збереглися.
Завдячуючи своїй праці на користь караїмської спільноти, Ісаак Мордехайович Султанський став продовжувачем караїмської династії проповідників-газзанів Султанських.

## Родина
Родина Ісаака Мордехайовича також знана серед караїмської спільноти:
- Батько, Султанський Мордехай Йосипович, видатний караїмський старший газзан і вчитель в Чуфут-Кале та Херсоні, гахам в Луцьку. Видатний караїмський проповідник, богослов, вчений-історик, письменник і педагог. Написав 16 книжок з проповідями, настановами і полемікою щодо суперечки караїмів і талмудистів[4].
- Син, Султанський Йосип Ісаакович, караїмський вчений і вчитель, очолював посаду меламеда та старшого газзана, а останні 39 років перебував на службі в київській караїмській громаді[5].